# Маркиз де ла Лагуна-де-Камеро-Вьехо
Маркиз де ла Лагуна-де-Камеро-Вьехо — испанский дворянский титул. Он был создан 16 февраля 1599 года королем Испании Филиппом III для Санчо де ла Серды и Португаля (ок. 1550—1626), сына Хуана де ла Серды и Сильвы, 4-го герцога де Мединасели.
В 1913 году маркизат был восстановлен королем Испании Альфонсо XIII для Розы де ла Фигуэры и де ла Серды (1892—1969), ставшей женой Исидоро Понса де Бофилла.
Название титула происходит от названия муниципалитета Лагуна-де-Камерос (район Камеро-Вьехо, провинция Риоха, автономное сообщество Риоха).

## Маркизы де ла Лагуна-де-Камеро-Вьехо
- Санчо де ла Серда и Португаль (ок. 1550—1626), 1-й маркиз де ла Лагуна-де-Камеро-Вьехо (1599—1626). Третий сын Хуана де ла Серды и Сильвы, 4-го герцога де Мединасели (1512—1575), вице-короля Наварры, и Жуаны Мануэль де Нороньи.
- Антонио Хуан Луис де ла Серда (25 октября 1607 — 7 марта 1671), 2-й маркиз де ла Лагуна-де-Камеро-Вьехо (1626—1671), 7-й герцог де Мединасели, 6-й маркиз де Когольюдо. Сын Хуана Луиса де ла Серды и Арагона, 6-го герцога де Мединасели, и Антонии де Толедо и Давилы, герцогини де Мединасели.

1. Супруга — Анна Мария Луиза Энрикес де Рибера и Портокарреро, 5-я герцогиня де Алькала-де-лос-Гасулес (1613—1645), дочь Педро Энрикеса Хирона и Антонии Портокарреро и Карденас, 2-й маркизы де Алькала

- Томас де ла Серда и Арагон[исп.] (24 декабря 1638 — 22 апреля 1692), 3-й маркиз де ла Лагуна-де-Камеро-Вьехо (1671—1692), сын Антонио Хуаны де ла Серды и Толедо, 7-го герцога де Мединасели, вице-короля Валенсии, и Анны Марии Луизы Энрикес де Риберы и Портокарреро, 5-й герцогини де Алькала-де-лос-Гасулес.

1. Супруга — Мария Луиза Гонзага Манрике де Лара (1649—1721), дочь Веспасиано Гонзаги, герцога ди Гвастала, и Инес Марии Манрике, 9-й графини де Паредес.

- Хосе де ла Серда Манрике де Лара (5 июля 1683 — 21 января 1728), 4-й маркиз де ла Лагуна-де-Камеро-Вьехо (1692—1728), сын предыдущего

1. Супруга — Мануэла Мария Хосефа Тельес-Хирон и Бенавидес (1681—1737), дочь Гаспара Тельес-Хирона и Сандоваля, 5-го герцога де Осуна, и Анны Антонии де Бенавидес Понсе де Леон, 4-й маркизы де Карасена

- Исидро Мануэль де ла Серда Тельес-Хирон (15 мая 1712—1752), 5-й маркиз де ла Лагуна-де-Камеро-Вьехо (1728—1752), старший сын предыдущего

1. Супруга — Тереза Мария Клара де Гусман и Гевара (род. 1716), дочь Себастьяна де Гусмана и Спинолы, 5-го маркиза де Монтеалегре, и Мельчоры де ла Тринидад Велес Ладрон де Гевары и Линь, 3-й маркизы де Гевара

- Мария Исидра де ла Серда и Гусман Манрике де Лара (22 марта 1742 — 7 декабря 1811), 6-я маркиза де ла Лагуна-де-Камеро-Вьехо (1752—1811), 19-я герцогиня де Нахера, 14-я графиня де Паредес-де-Нава, 19-я графиня де Оньяте, 22-я графиня де Тревиньо, 22-й графиня де Валенсия-де-Дон-Хуан, единственная дочь предыдущего.

1. Супруг — Диего Вентура де Гусман и Фернандес де Кордова[исп.] (1730—1805), 17-й маркиз Агилар-де-Кампоо, 8-й маркиз де Кинтана-дель-Марко, 5-й маркиз де Гевара, 13-й граф де Оньяте, 7-й маркиз де Монтеалегре, 8-й граф де лос Аркос, 6-й граф де Кампо-Реаль, граф де Кастаньеда, граф де Аньовер-де-Тормес.

Восстановление титула в 1913 году:
- Роза де ла Фигуэра и де ла Серда (1892—1969), маркиза де ла Лагуна-де-Камеро-Вьехо (1913—1969)

1. Супруг — Исидро Понс и Бофилл (брак бездетный).

- Альфредо де ла Фигуэра и Лопес, маркиз де ла Лагуна-де-камеро-Вьехо (1972 — н.в.).

1. Супруга — Консепсьон Моралес Вальверде.